# 班加西
32°05′41″N 20°11′16″E / 32.0947711°N 20.1879106°E

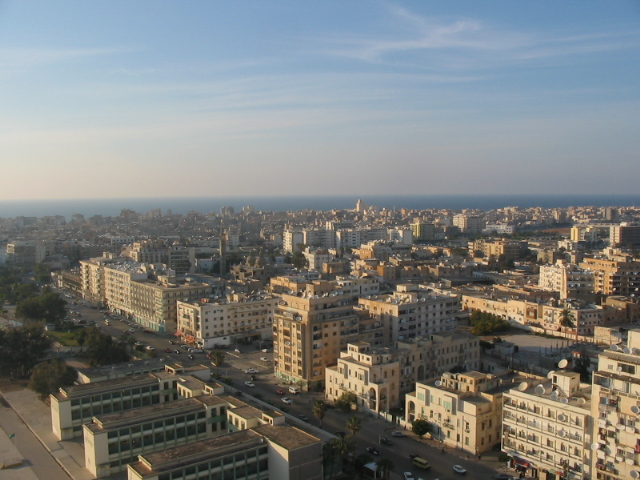

班加西是位於利比亞北部錫德拉灣沿岸的一座港口城市，也是該國第二大城市，人口631,555（2011年）。它是2011年革命臨時政權利比亞全國委員會的大本營。利比亞全國過渡委員會於2011年12月12日宣布把班加西確定為國家經濟中心。
公元前525年左右，該地區就存在一個名為Euesperides的希臘殖民地。公元前三世紀，它被搬遷重建為托勒密王朝的貝倫尼斯市。貝倫尼斯在羅馬治下經濟繁榮，公元3世紀後，它取代了昔蘭尼和巴爾卡，成為了昔蘭尼加的中心。拜占庭時期這座城市逐漸衰落，在阿拉伯人征服前已淪為一個小鎮。1911年，意大利從奧斯曼帝國手中奪取了班加西和的黎波里塔尼亞其他地區。在意大利的統治下，班加西見證了一段廣泛的發展和現代化時期，特別是在1930年代下半葉。二戰期間，這座城市多次易手，並遭到嚴重破壞。戰後，班加西重建並成為新獨立的利比亞王國的首都。卡扎菲於1969年發動政變後，班加西不再是首都，所有政府機構遷往的黎波里。
2011 年2月15日，該城市發生了對卡扎菲政權的起義。起義於2月17日蔓延至東部的贝達，托布魯克，艾季達比耶，東部的阿爾瑪和西部的津坦，扎維耶，要求結束卡扎菲政權。 
2011年2月21日反對派在班加西成立了全國過渡委員會。3月19日，當時利比亞軍隊試圖通過攻擊班加西取得決定性勝利，但遭到當地抵抗和聯合國空軍第1973號決議授權保護的法國空軍的干預，迫使反抗得以繼續，這是第一次利比亞內戰的轉折點。
班加西仍然是利比亞商業，工業，運輸和文化的中心。它繼續保持與首都有聯繫的機構和組織，包括幾座國家政府大樓及利比亞國家圖書館。

## 歷史

### 希腊殖民地

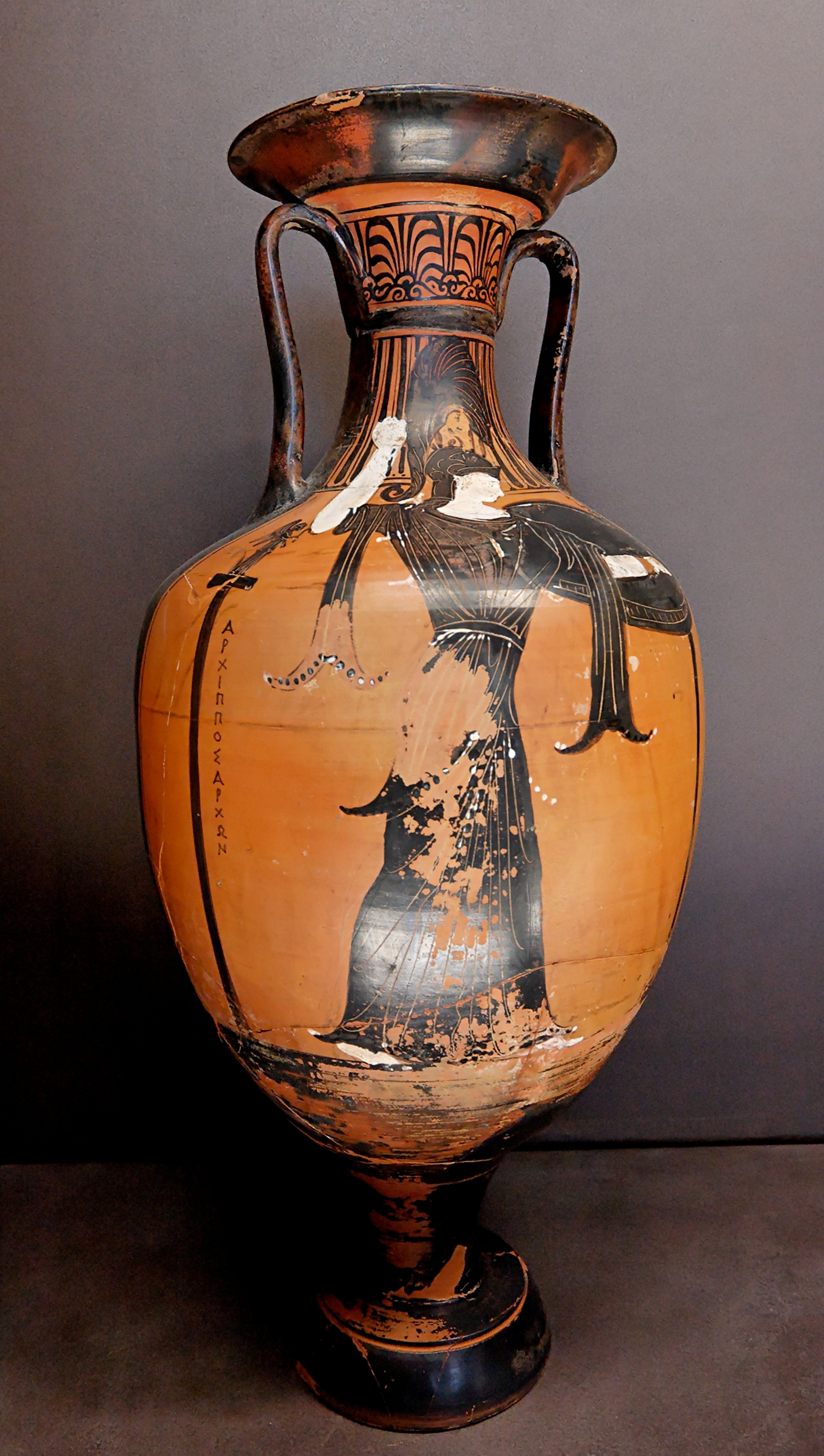
一個出自Euesperides時代班加西的泛雅典娜節雙耳細頸陶瓶。

在班加西區域之內的古希臘城市創立於公元前525年。當時它名為Euesperides和Hesperis。Euesperides很大可能是昔蘭尼或巴爾卡的人所建立，位於一個從海上開放的潟湖邊緣。當時，其水深允許小型船舶停泊當地。它的名稱歸因於附近的土地肥沃，衍生了與赫斯珀里得斯聖園神話的聯繫。這座古城位於班加西北面的Sbikhat al-Salmani（al-Salmani草沼），今Sidi-Abayd墓園的對面。
這座城市最先被希羅多德提到，描述於巴爾卡的起義和波斯人對昔蘭尼加的遠征。他提到，埃及總督派來的懲罰力量征服了西至Euesperides的昔蘭尼加。在這座城市鑄造的最古老硬幣可以追溯到公元前480年。這些硬幣一面印有海豚，另一面印有羅盤草。羅盤草原本是昔蘭尼卡貿易的象徵，因為它被用作豐富的調味料，以及用藥。這些硬幣表明，這座城市在公元前5世紀初曾享有自治權，而非直屬昔蘭尼。硬幣上刻有EU（ES）字樣，與昔蘭尼鑄造的硬幣有異。
這座城處於一個很惡劣的環境，四周都是敵對部落。歷史家修昔底德提到414年在當地發生的圍城戰，攻城者是利比亞人，可能是納撒摩涅司人（Nasamones）。Euesperides得到了意想不到的人解圍：斯巴達將軍古利普斯和他的艦隊。他正在航向西西里但卻被風吹到來利比亞。
有一位昔蘭尼國王的命運與這裡連起來，就是阿爾克西拉烏斯四世。隨著昔蘭尼城的人對他不滿，他想在這裡建立逃生之所。他利用皮提亞競技會雙輪戰車的勝利招人移入Euesperides，但這並不可挽救他。大約前440年，他在一場騷擾中逃往了Euesperides，然後他遇刺身亡，於是結束了為期接近200年的Battiadae王朝。
前3世紀中葉托勒密三世與昔蘭尼加總督馬加斯之女貝倫妮絲結婚後，許多城市被重新命名以紀念這一事件。Euesperides更名為「貝倫尼斯」（Berenice），除了更名也涉及重置。原址的遺棄可能是因為潟湖淤積。新址正是現在班加西市中心的位置。Euesperides這個希臘殖民地從公元前6世紀維持到前3世紀中葉。

### 羅馬时期
城市後來被命名為赫斯珀里得斯，指西方神話中的天堂的守護者。該名稱可能還指附近沿海平原低窪地區的綠洲。
班加西後來成為一座羅馬城市，並繁榮了600年。這座城超越了昔蘭尼和巴爾卡，自3世紀起成為了昔蘭尼卡的行政中心。642–643年阿拉伯人攻下這裡後，它局部被摧毀，淪為一個被宏偉歷史遺跡包圍的不起眼小村。
在更加繁榮的時候，貝倫尼斯成為了基督教教區。主教之中首位獲得深入記載的是阿蒙（Ammon），於大概260年由亞歷山大的狄奧尼修斯所撰。主教Dathes出席了325年的第一次尼西亞公會議，而主教Probatius於394年出席了君士坦丁堡的宗教會議。貝倫尼斯現在被天主教教會列為領銜教區，已經沒有常設主教。

### 鄂圖曼统治

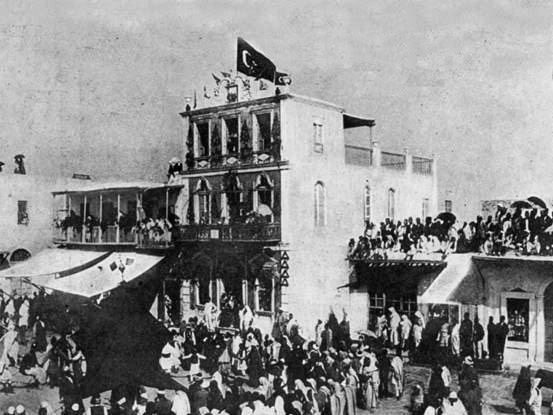
1896年在班加西舉行的聖紀節慶祝活動中升起了鄂圖曼帝國的旗幟。

阿拉伯人征服了利比亞後，貝倫尼斯的名稱簡化成「Barneeq」。
13世紀，這個小型定居點成為熱那亞商人與腹地部落之間貿易往來的重要參與者。16世紀的地圖標著了「Marsa ibn Ghazi」。
班加西港口的戰略位置很重要，鄂圖曼帝國没有忽視它的用處。1578年，土耳其人入侵班加西，並從1711年至1835年受到的黎波里的卡拉曼里王朝統治，然後由鄂圖曼帝國直接統治直到1911年。希臘和意大利海綿漁民在城市的沿海工作。1858年以及1874年，班加西发生了鼠疫。

### 意大利殖民統治

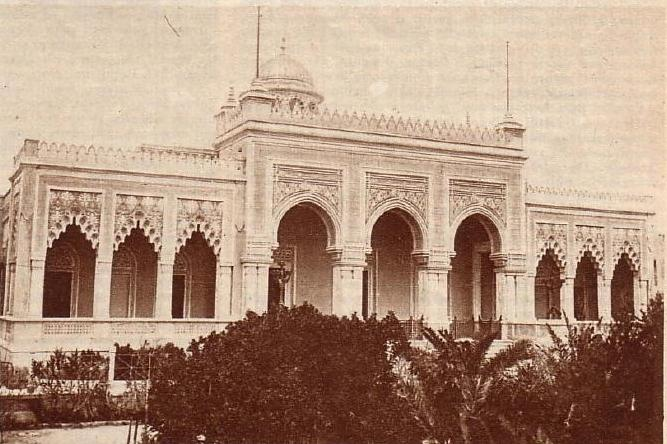
班加西利托里奥宫（Littorio Palace）是昔蘭尼加议会的所在地

1911年，義大利入侵並奪取了班加西。歐麥爾·穆赫塔爾帶領了近半數昔蘭尼加的市民反抗義大利。
20世紀30年代，叛亂基本上結束了，總督伊塔洛·巴尔博開始去歸化當地人，推出一些和善的政策。昔蘭尼加聳起了無數新村落，並附有學校和醫療服務。
另外，逾20000個義大利殖民者來了昔蘭尼加定居，多數是在班加西沿岸。1939年義大利人佔了班加西人口超過百分之35。因此，昔蘭尼加尤其班加西在30年代的後半有很大的經濟發展。班加西發展成一個現代城市，有新機場、新鐵路站、新水上飛機站、擴建了的碼頭以及眾多設施。原先1940年會有鐵路連接班加西和的黎波里，但是到了夏天義大利與英國開戰了，所以基礎建設的發展停止了。

### 二戰期間
於羅盤行動，英軍於1941年2月6日從意大利人手中奪取了班加西。
4月4日，軸心國軍隊在德國非洲軍團將軍隆美爾率領下重奪了這裡。
英國在12月24日進行的十字軍行動中再次奪取了班加西，但在1942年1月29日，班加西在隆美爾向埃及推进时又再次易手。
在距離亞歷山大港106公里所發生的一場決定性戰役——阿拉曼戰役，蒙哥馬利將軍率領的英軍再次擊敗了非洲軍團，使之轉入戰略撤退，向西退後，最後一次經過班加西。11月20日，班加西落入了英國第八軍，此後一直在英國之手。
1943年8月，美國在班加西的貝尼納機場派出了178架B-24轟炸機，對普洛耶什蒂煉油設施進行轟炸，以回應意大利敢死隊於6月摧毀了一些盟軍飛機。

### 當代班加西
班加西在第二次世界大戰時被轟炸得損毀嚴重，後來它利用國內新發現的石油財富进行重建，展現出明朗的現代利比亞。

它成為了塞努西一世領導的昔蘭尼加酋長國的首都（1949–1951）。1951年，昔蘭尼加與的黎波里塔尼亞和費贊合併，成為獨立的利比亞王國，當時班加西和的黎波里都是首都。

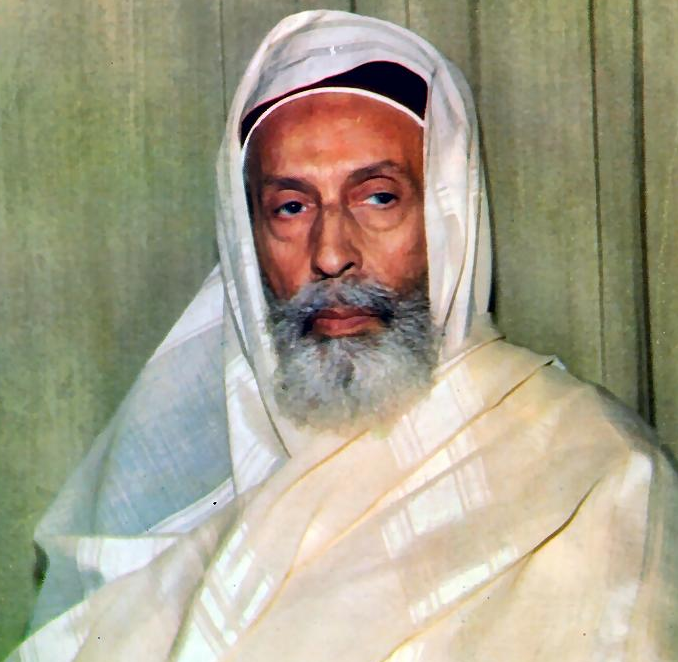
塞努西王朝在昔蘭尼加得到的支持依然強大

1969年卡扎菲發動政變後，所有政府機構都轉為集中在的黎波里，班加西失去了首都的地位。即使伊德里斯國王流亡，君主制被廢除，他在昔蘭尼加得到的支持依然強大。而且，政府經常對班加西人民做出明顯不公或被視為不公的行為，例如於2000年的反政府抗議活動後，拆除了足球俱樂部班加西阿赫利的足球場。1986年4月15日，美軍轟炸了的黎波里和班加西，列根政府聲稱是要回應利比亞對美國發動的恐怖襲擊，包括十天前的西柏林夜總會爆炸案。

### 2011年革命

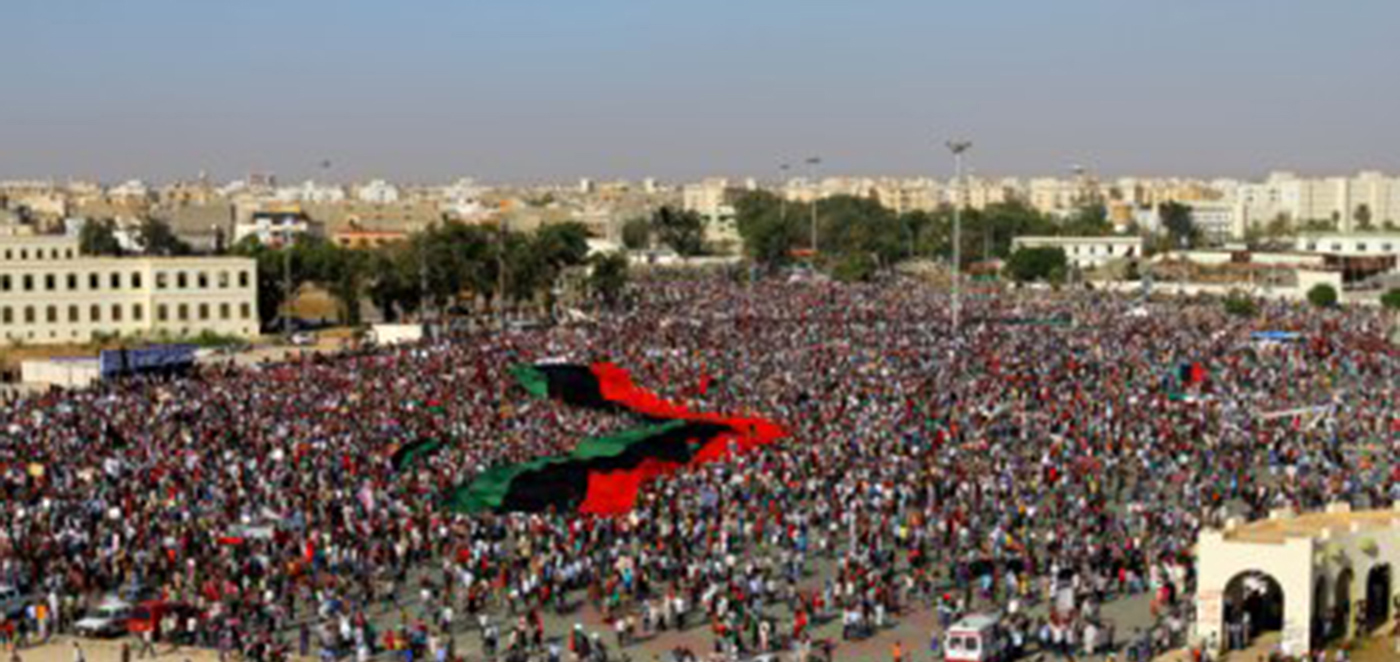
反卡扎菲示威，2011年6月7日

2011年，班加西發生反政府示威。2月24日，成立了一個由律師，法官和受尊敬的當地人組成的委員會，在城市內提供管理和公共服務。還建立了由利比亞自由之聲運營的兩個當地廣播電台以及一份報紙。
從2月26日至8月26日，班加西是全國過渡委員會的臨時總部。二月底，当地生活正在恢复正常，银行已经恢复营业。当地居民依然持续示威，以表示对首都的黎波里反抗卡扎菲的民众的支持。后卡扎菲倒台。

### 2012年美國領事館襲擊事件
2012年9月11日，美國駐利比亞班加西領事館遭到125-150人的重度武裝槍手進攻，他們來自伊斯蘭教法團（Ansar al-Sharia），一個與蓋達組織關係密切的伊斯蘭武裝組織，在地方政府底下管理班加西的防務。美國駐利比亞大使約翰·史蒂文斯（John Christopher Stevens）與三名外交人員在從晚間到隔天早上的一連串襲擊中喪生，另外有十人受傷。

### 第二次利比亞內戰
2014年第二次利比亞內戰爆發後，班加西成為了戰火中心。隸屬國民代表大會的利比亞國民軍、班加西革命者協商會議和伊斯蘭國的利比亞分支，分別控制了城市的不同角落。到了內戰的最終階段，2016年底至2017年中，革命者協商會議剩餘控制的市中心以及市中心周遭沿海區Suq Al-Hout和al-Sabri遭到猛烈轟炸。據稱伊斯蘭國利比亞分支在2017年一月初離開了班加西，而到了7月5日利比亞國民軍宣稱已鏟除市內的革命者協商會議。雖然國民軍這樣宣稱，但是根據接近軍方的訊息，仍然有武裝人員在Sidi Akribesh陣守與圍攻。2017年12月國民軍才奪下最後一個軍閥據點。

## 行政區劃

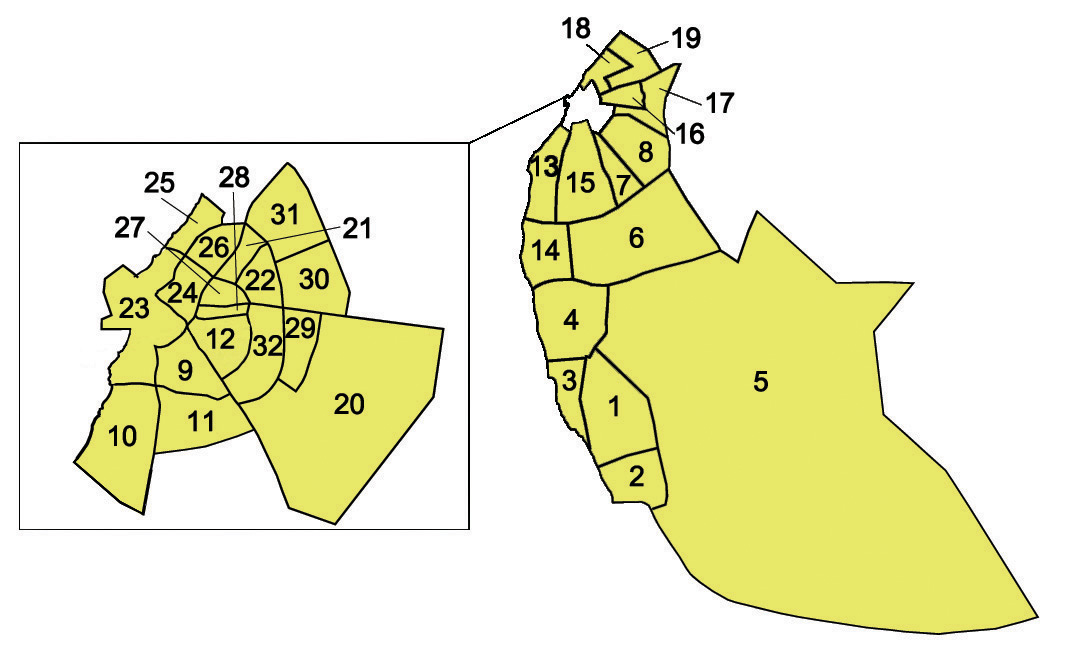
班加西省共有32個區。

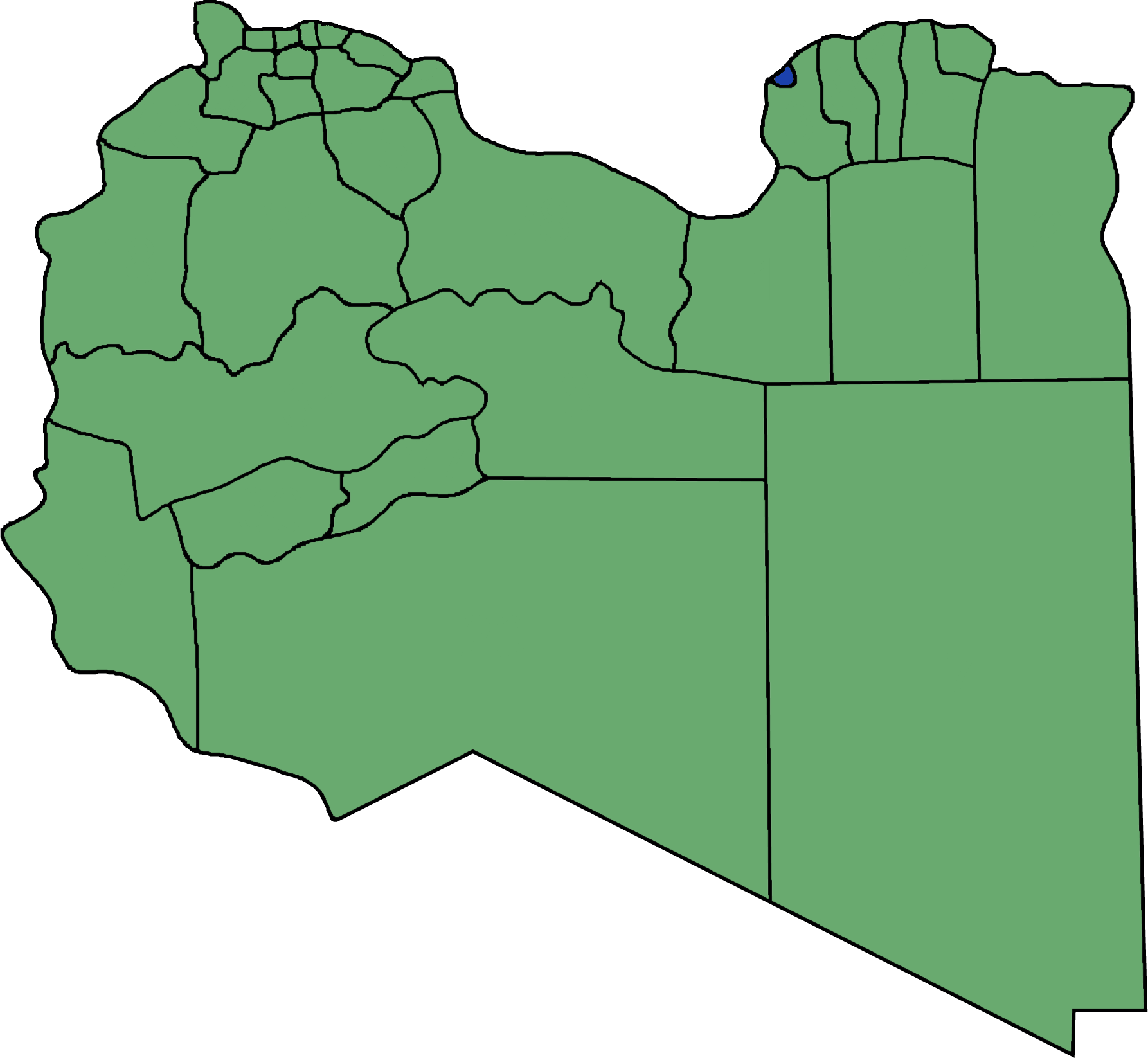
2001年與2007年之間的班加西省。

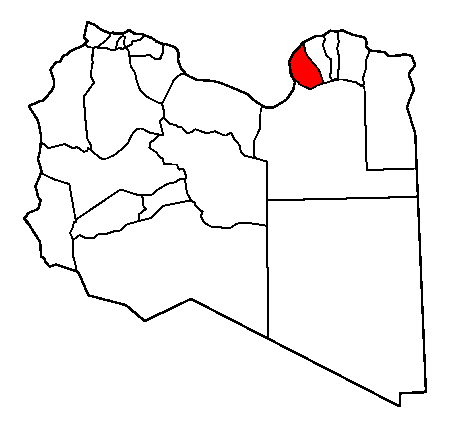
2007年起的班加西省。

班加西是利比亞22省的其中一個。它其下有32區。官方的班加西32區如下：
| 1 Al-Magroon 2 Al-Saahil al-Gharbi 3 Karkoora 4 Gimeenis 5 Suluq 6 Al-Khadhraa 7 Al-Nawagiya 8 Al-Magziha 9 Al-Keesh 10 Garyounis 11 Al-Fuwayhat |  |  |  |  |  |  |  |  |  |  |  |  |  |  |  | 12 Al-Berka 13 Bu-Fakhra 14 Jarrutha 15 Al-Quwarsha 16 Bu Atni 17 Benina 18 Al-Kwayfiya 19 Sidi Khalifa 20 Al-Hawari 21 Al-Thawra al-Shabiyah 22 Shuhadaa al-Salawi |  |  |  |  |  |  |  |  |  |  |  |  |  |  |  | 23 Madinat Benghazi 24 Sidi Hsayn 25 Al-Sabri 26 Sidi Abayd 27 Al-Salmani 28 Raas Abayda 29 Benghazi al-Jadida 30 Al-Uruba 31 Hay al-Mukhtar 32 Al-Hadaa'iq |

## 地理

### 气候
班加西是半干旱气候（柯本气候分类法）。城市北部为地中海气候，而城市南面则是沙漠性气候。班加西的夏天炎热干燥，冬天暖湿多雨。年均降雨量低于268 mm（10.6英寸）。该市水源来自由大人工河输送的利比亚南部沙漠蓄水层。
| 班加西                           | 班加西      | 班加西      | 班加西      | 班加西      | 班加西      | 班加西      | 班加西      | 班加西      | 班加西      | 班加西      | 班加西      | 班加西      | 班加西      |
| 月份                             | 1月         | 2月         | 3月         | 4月         | 5月         | 6月         | 7月         | 8月         | 9月         | 10月        | 11月        | 12月        | 全年        |
| -------------------------------- | ----------- | ----------- | ----------- | ----------- | ----------- | ----------- | ----------- | ----------- | ----------- | ----------- | ----------- | ----------- | ----------- |
| 历史最高温 °C（°F）              | 24 (75)     | 28 (82)     | 38 (100)    | 41 (106)    | 42 (108)    | 43 (109)    | 41 (106)    | 41 (106)    | 41 (106)    | 38 (100)    | 35 (95)     | 26 (79)     | 43 (109)    |
| 平均高温 °C（°F）                | 16.7 (62.1) | 18.0 (64.4) | 20.3 (68.5) | 24.7 (76.5) | 28.9 (84.0) | 31.8 (89.2) | 31.7 (89.1) | 32.3 (90.1) | 30.8 (87.4) | 27.8 (82.0) | 23.2 (73.8) | 18.4 (65.1) | 25.4 (77.7) |
| 平均低温 °C（°F）                | 8.3 (46.9)  | 8.4 (47.1)  | 9.5 (49.1)  | 12.8 (55.0) | 16.0 (60.8) | 19.2 (66.6) | 20.2 (68.4) | 20.8 (69.4) | 19.4 (66.9) | 16.5 (61.7) | 13.3 (55.9) | 9.9 (49.8)  | 14.5 (58.1) |
| 历史最低温 °C（°F）              | 3 (37)      | 3 (37)      | 3 (37)      | 5 (41)      | 9 (48)      | 13 (55)     | 14 (57)     | 16 (61)     | 11 (52)     | 11 (52)     | 7 (45)      | 4 (39)      | 3 (37)      |
| 平均降雨量 mm（）                | 66 (2.6)    | 41 (1.6)    | 18 (0.7)    | 5 (0.2)     | 3 (0.1)     | 3 (0.1)     | 0 (0)       | 3 (0.1)     | 3 (0.1)     | 18 (0.7)    | 46 (1.8)    | 64 (2.5)    | 270 (10.5)  |
| 平均降雨天数                     | 12          | 10          | 3           | 1           | 0           | 0           | 0           | 0           | 0           | 3           | 6           | 10          | 45          |
| 平均相對濕度（％）               | 76          | 73          | 67          | 58          | 55          | 55          | 65          | 67          | 65          | 64          | 70          | 74          | 66          |
| 月均日照時數                     | 179.8       | 192.0       | 232.5       | 252.0       | 319.3       | 327.0       | 381.3       | 365.8       | 288.0       | 251.1       | 213.0       | 167.4       | 3,169.2     |
| 来源1：Weltwetter Spiegel Online |             |             |             |             |             |             |             |             |             |             |             |             |             |
| 来源2：BBC Weather               |             |             |             |             |             |             |             |             |             |             |             |             |             |

## 軼聞
利比亞领导人卡扎菲於1961年在班加西利比亚大学攻读历史，1963－1965年曾在班加西的軍校讀書。